# Yannis Yssaad
Yannis Yssaad (Villeneuve-Saint-Georges, 25 de junio de 1993) es un ciclista francés.

## Palmarés
2015
- 1 etapa del Tour de Bretaña

2016
- 1 etapa del Rhône-Alpes Isère Tour

2017
- París-Troyes
- 1 etapa del An Post Rás[2]
- 1 etapa de la Ronde de l'Oise
- 2 etapas del Trofeo Joaquim Agostinho

2018
- 1 etapa del Rhône-Alpes Isère Tour[3]